# Rivaldo Morais
Rivaldo Boaventura Morais (Lisbona, 18 settembre 2000) è un calciatore portoghese, difensore del Farense.

## Carriera
Morais è cresciuto nelle giovanili di Cova da Piedade, Coruchense (con cui ha debuttato nel Campeonato de Portugal nella stagione 2020-2021) e Farense. Nel 2023 è stato ceduto in prestito all'Oliveira Hospital dove ha giocato per una stagione in Terceira Liga.
Rientrato al Farense, ha debuttato in Primeira Liga l'11 agosto 2024 nell'incontro perso 2-1 contro il Moreirense.

## Statistiche

### Presenze e reti nei club
Statistiche aggiornate al 30 agosto 2024.
| Stagione        | Squadra           | Campionato      | Campionato | Campionato | Coppe nazionali | Coppe nazionali | Coppe nazionali | Coppe continentali | Coppe continentali | Coppe continentali | Altre coppe | Altre coppe | Altre coppe | Totale | Totale |
| Stagione        | Squadra           | Comp            | Pres       | Reti       | Comp            | Pres            | Reti            | Comp               | Pres               | Reti               | Comp        | Pres        | Reti        | Pres   | Reti   |
| --------------- | ----------------- | --------------- | ---------- | ---------- | --------------- | --------------- | --------------- | ------------------ | ------------------ | ------------------ | ----------- | ----------- | ----------- | ------ | ------ |
| 2021-2022       | Coruchense        | CdP             | 9          | 1          | CP              | 0               | 0               |                    | -                  | -                  |             | -           | -           | 9      | 1      |
| 2023-2024       | Oliveira Hospital | TL              | 24         | 0          | CP              | 0               | 0               |                    | -                  | -                  |             | -           | -           | 24     | 0      |
| 2024-2025       | Farense           | PL              | 4          | 0          | CP+CdL          | 0               | 0               |                    | -                  | -                  |             | -           | -           | 4      | 0      |
| Totale carriera | Totale carriera   | Totale carriera | 36         | 1          |                 | 0               | 0               |                    | -                  | -                  |             | -           | -           | 36     | 1      |